# Sehilyn Oliveiros
Sehilyn Nathaly Oliveros Castillo (ur. 24 marca 1991) – wenezuelska zapaśniczka walcząca w stylu wolnym. Ósma w igrzyskach panamerykańskich w 2015. Brązowa medalistka mistrzostw panamerykańskich w 2015 roku. Zawodniczka Universidad de Carabobo.